# Przegląd Prawosławny
Przegląd Prawosławny – ogólnopolski prawosławny miesięcznik społeczno-religijny, pierwsze tego typu pismo,  w powojennej historii Polski, kronika życia Kościoła prawosławnego w Polsce i za granicą.
Ukazuje się od 1985, jako pierwsze w bloku państw socjalistycznych pismo związane z Cerkwią prawosławną, początkowo pod nazwą Tygodnik Podlaski, jako dodatek do Tygodnika Polskiego, organu prasowego Unii Chrześcijańsko-Społecznej. W 1991 pismo usamodzielniło się i przyjęło dzisiejszą nazwę. 
„Przegląd” publikuje artykuły w języku polskim, białoruskim, ukraińskim i rosyjskim, docierając do społeczności prawosławnej w Polsce i za granicą. Tematyka pisma obejmuje informacje o historii, nauczaniu i aktualnej sytuacji prawosławia w Polsce i na świecie. Dużą część każdego numeru zajmują również artykuły dotyczące problemów i kultury wschodniosłowiańskich mniejszości narodowych oraz ich miejsca we współczesnym krajobrazie społecznym Polski.
Przegląd Prawosławny zawiera dodatek zatytułowany „Sami o Sobie", m.in. z tekstami w języku białoruskim.
Pismo jest wydawane w Białymstoku w nakładzie około 5000 egzemplarzy.

## Zespół redakcyjny
- Michał Bołtryk
- Eugeniusz Czykwin – redaktor naczelny
- Natalia Klimuk
- Jan Makal
- Ałła Matreńczyk – sekretarz redakcji
- Anna Radziukiewicz – zastępca redaktora naczelnego
- Dorota Wysocka